# دیوید لاگرکرانتس
دیوید لاگرکرانتس (به سوئدی: David Lagercrantz) زادۀ ۴ سپتامبر ۱۹۶۲ در سولنا سوئد است. او بیشتر به خاطر نگاشتن زندگی‌نامه زلاتان ابراهیموویچ با عنوان «من زلاتان ابراهیوویچ هستم» نامور گشته است.

## حرفه
او نخستین کتابش را در مورد زندگی‌نامه گوران کروپ، ماجراجو و کوهنورد،سوئدی نوشت ،‌و در سال ۲۰۰۰ نیز زندگی‌نامه هاکان لانس مخترع سوئدی،را به رشته تحریر درآورد.

در سال ۲۰۱۱ میلادی او به عنوان سایه نویس با صرف ۱۰۰ ساعت مصاحبه با زلاتان ابراهیموویچ در شهر میلان، شاکله زندگی‌نامه زلاتان ابراهیموویچ را نگاشت. اما با ارائه پیشنهاد لاگرکرانتس به ابراهیموویچ ، تصمیم بر این گرفته شد که برای آنکه خواندن کتاب برای مخاطبان کسل‌کننده نباشد ، این زندگی‌نامه با تکنیک‌های روزنامه نگاری به گونه‌ای به نگارش درآید که به نظر برسد  داستان از دید خود ابراهیموویچ نگاشته شده‌است نه یک نویسنده سایه نویس. دلیل این امر نیز شکست دیوید بکهام در فروش کتاب زندگی‌نامه خود بود که به دلیل عدم جذابیت در سبک نگارش ، فروش چندانی نداشت. اما کتاب زندگی‌نامه ابراهیموویچ با نوشته ی خلاقانه ی دیوید لاگرکرانتس در حالی در سپتامبر ۲۰۱۱ وارد بازار فروش شد که تا پیش از کریسمس تنها ۵۰۰٬۰۰۰ نسخه از آن در سوئد به فروش رفت ،‌ تا پایان سال ۲۰۱۲ به ۳۰ زبان زنده دنیا برگردانده شد.